# Andrea Mitchell
Andrea Mitchell (New Rochelle, 30 ottobre 1946) è una giornalista statunitense, conduttrice e commentatrice televisiva per NBC News con sede a Washington.
È capo degli affari esteri di NBC News e corrispondente principale da Washington, e riferisce sulla campagna elettorale presidenziale del 2008 per le trasmissioni di NBC News, tra cui NBC Nightly News con Lester Holt, Today e MSNBC. Conduce Andrea Mitchell Reports, in onda dalle 12 alle 13 nei giorni feriali su MSNBC. Mitchell è apparsa in Meet the Press. È stata spesso ospite di Hardball con Chris Matthews e The Rachel Maddow Show.
Nel 2019, Mitchell ha vinto un Emmy alla carriera per il suo lavoro giornalistico.

## Biografia
Mitchell è cresciuto in una famiglia ebrea di New Rochelle, una piccola città nello stato americano di New York, figlia di Sir Sydney Mitchell e sua moglie, Cecile Mitchell. Suo padre era amministratore delegato e proprietario parziale di un'azienda produttrice di mobili a Manhattan. È stato anche presidente della sinagoga Beth El di New Rochelle per 40 anni. Sua madre era amministratrice del New York Institute of Technology di Manhattan. Suo fratello Arthur e sua moglie, Nancy Mitchell, si trasferirono nella Columbia Britannica negli anni '70: lui ha la doppia cittadinanza americana e canadese, diventando membro dell'Assemblea legislativa dello Yukon e leader del Partito liberale dello Yukon negli anni 2000.
Mitchell si è diplomata alla New Rochelle High School. Ha frequentato l'Università della Pennsylvania laureandosim in letteratura inglese nel 1967. Mentre era all'università, ha lavorato come direttrice delle notizie della stazione radio studentesca WXPN. Rimanendo a Filadelfia dopo la laurea, è stata assunta come reporter alla radio KYW. È diventata famosa come corrispondente dal municipio per la stazione durante l amministrazione del sindaco Frank Rizzo.

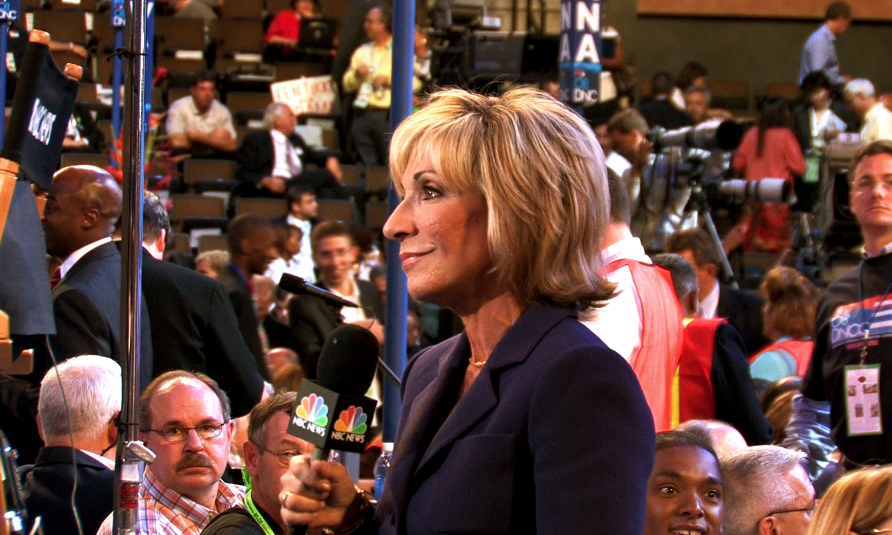
Mitchell parla dall'aula della Convenzione Nazionale Democratica nel 2008

Si è trasferita nel 1976 alla WTOP (ora WUSA), affiliata alla CBS , a Washington. Due anni dopo, Mitchell si è trasferita alla rete di notizie della NBC, dove ha lavorato come corrispondente generale. Nel 1979, è stata nominata corrispondente della NBC News e ha riferito sulla crisi energetica della fine degli anni '70 e sull'incidente nucleare di Three Mile Island . Mitchell ricoprì anche la Casa Bianca dal 1981 fino a diventare capo corrispondente del Congresso nel 1988.

### NBC News e MSNBC

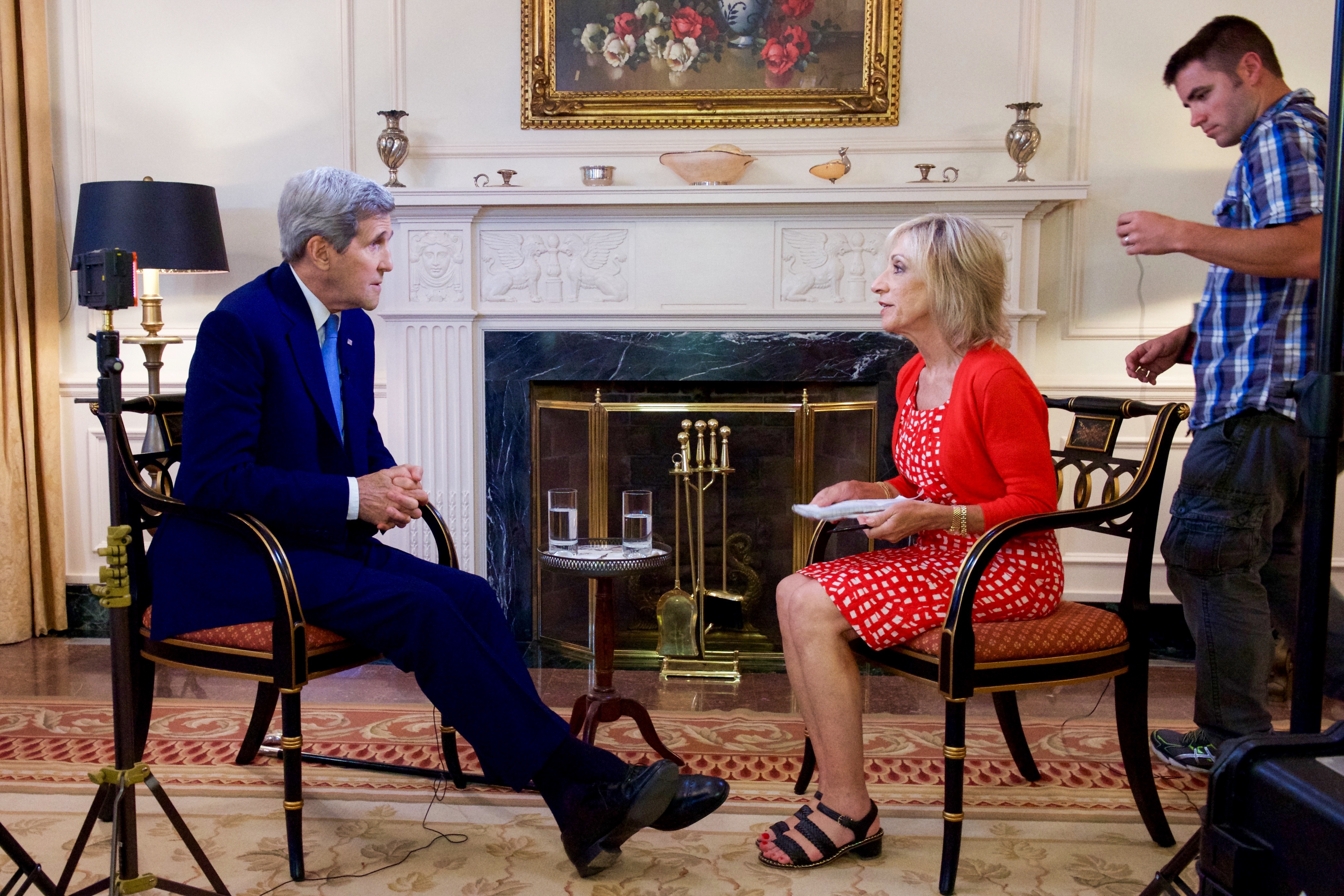
Mitchell intervista il Segretario di Stato John Kerry nel 2015

Mitchell è stata con NBC News dalla fine di luglio 1978 ed è stata la corrispondente principale per gli affari esteri dal novembre 1994. In precedenza, ha servito ha lavorato corrispondente principale della Casa Bianca (1993-1994) e corrispondente principale del Congresso (1988-1992).
Nel 2005 è stato pubblicato il libro di Mitchell, Talking Back... to Presidents, Dictators, and Assorted Scoundrels. Racconta il suo lavoro come giornalista.
Dal 2008, Mitchell ha ospitato Andrea Mitchell Reports su MSNBC.

## Vita privata

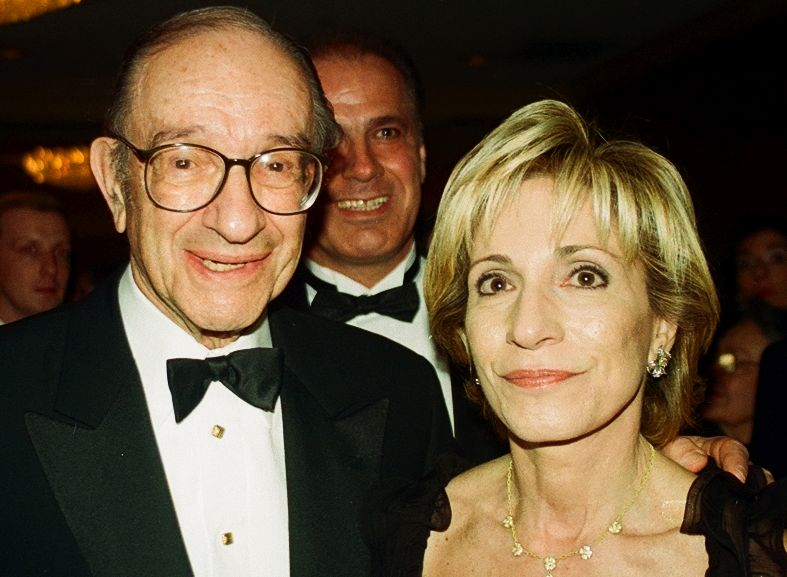
Mitchell con il marito Alan Greenspan nel 2000

Ha sposato il suo secondo marito, l'allora presidente della Federal Reserve Alan Greenspan, il 6 aprile 1997, dopo una lunga relazione. In precedenza, era sposata con Gil Jackson; quel matrimonio finì con un divorzio a metà degli anni '70.
Il 7 settembre 2011, Mitchell ha rivelato che le era stato diagnosticato un cancro al seno durante una visita medica poche settimane prima e curato rapidamente.